# Homoki vértő
A homoki vértő (Onosma arenaria) a borágófélék családjába tartozó, Európában honos növényfaj. 

## Megjelenése
A homoki vértő 15–45 (60) cm magas, lágyszárú, évelő növény. Az egész növényt serteszőrök borítják. Szára sárgászöld színű (a f. rubricaulis pirosas), általában a felső kétharmadától sokszorosan elágazó. Gyökere fásodó. Levelei 3-5 cm hosszúak, 0,6-1,3 cm szélesek, lándzsásak, ép szélűek, ülők, alul-felül egyenletesen szőrösek. A tőlevelek hosszabbak, fordított tojásdadok, válluk nyélbe keskenyedő. Az 1–3 mm-es serték szőrpárnája csupasz vagy aprón csillagszőrös. 
Virágai megnyúltak, csőszerűek, az 1,3-2 cm hosszú párta halványsárga, kopasz vagy finoman pelyhes felszínű. A lándzsás csészelevelek a párta kétharmadáig érnek. 

## Elterjedése és élőhelye
Európában honos, Délkelet-Franciaországtól a Kárpát-medencén és a Balkánon keresztül Ukrajnáig. Magyarországon ritka, a megfelelő élőhelyeken országszerte előfordul a Nyírségtől Dél-Zaláig. 
Homokpuszták, homoki rétek, sziklafüves és pusztafüves lejtők, sziklagyepek, erdőspusztarétek, legelők, karsztbokorerdők lakója, ritkábban megtalálható homoki tölgyesek, erdeifenyvesek, telepített feketefenyvesek, nyáras-borókások tisztásain is. Inkább mészkedvelő. 
Az első évben csak tőlevélrózsát fejleszt, keskeny levelei a talajhoz simulva, a fagyoktól elszíneződve áttelelnek. A második évben már gazdagon elágazó szárat is növeszt, amely a nyár végére akár futball-labda méretűre is terebélyesedhet. Májustól októberig virágzik. Késő őszre elszárad, kóróját a szelek letépik a tövéről és ördögszekérként görgetik, közben szétszórva magvait. Helyén csak a tőlevélrózsa marad. 
Magyarországon 1982 óta védett, természetvédelmi értéke 5 000 Ft. 

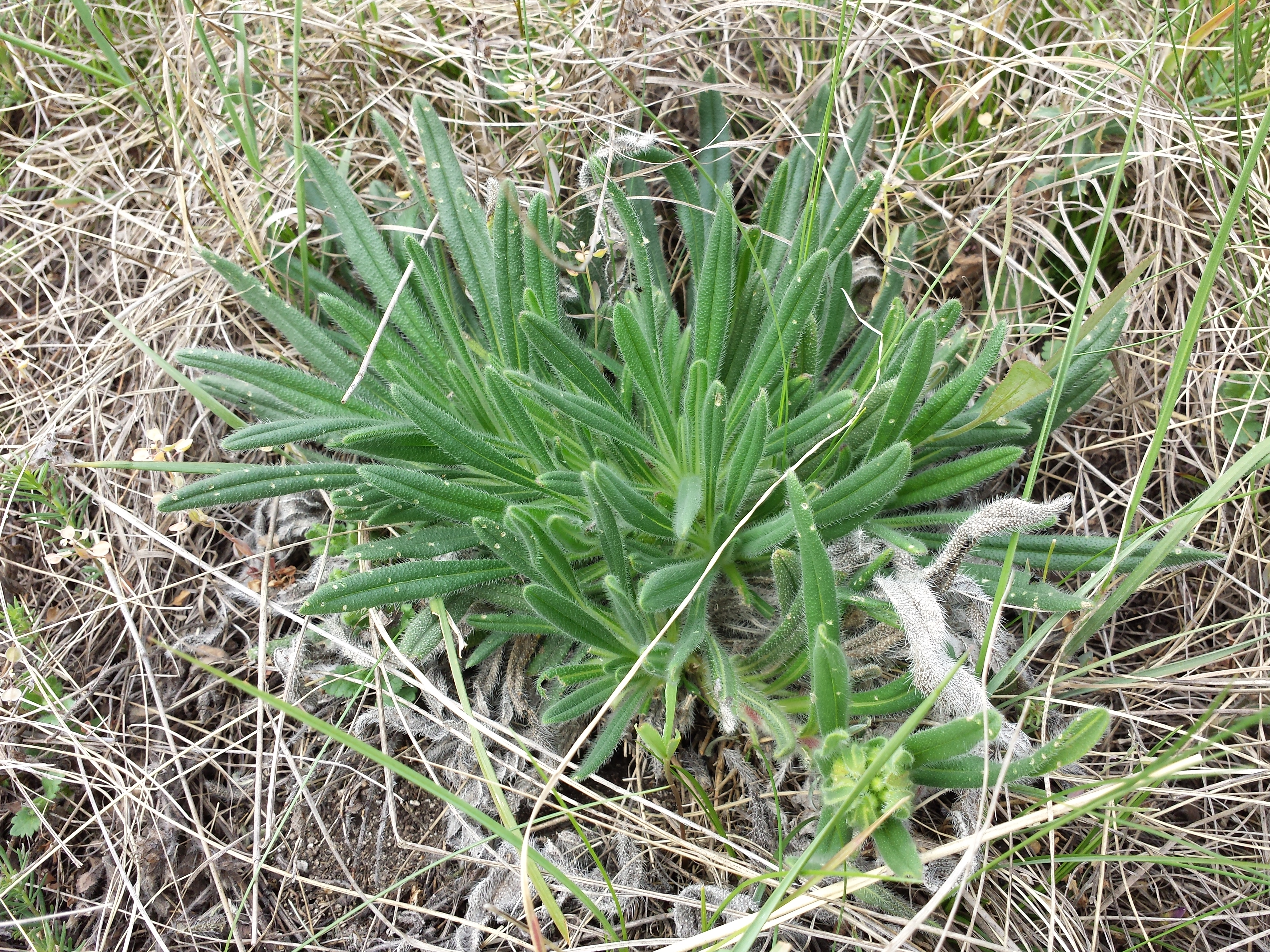
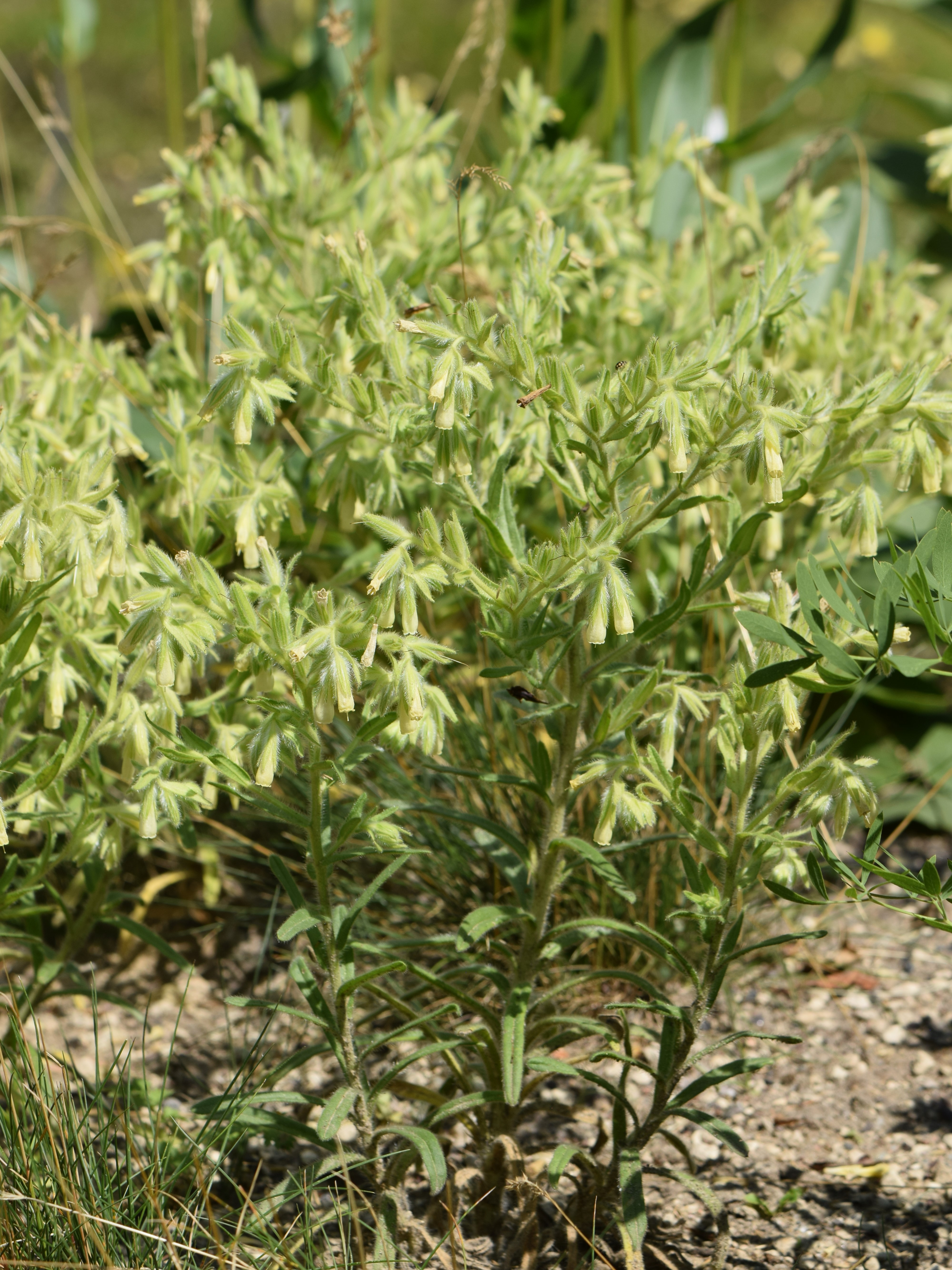
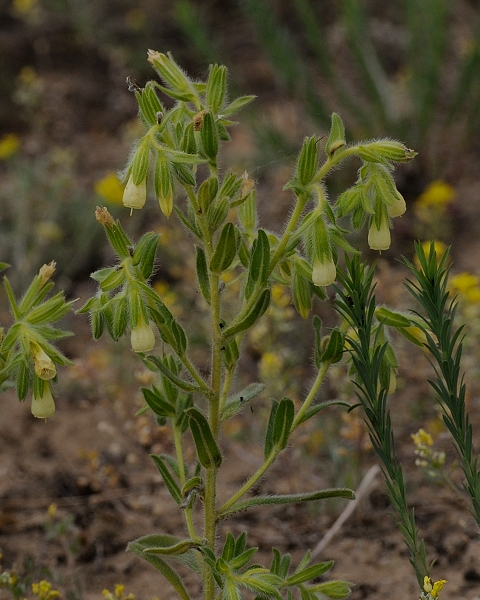
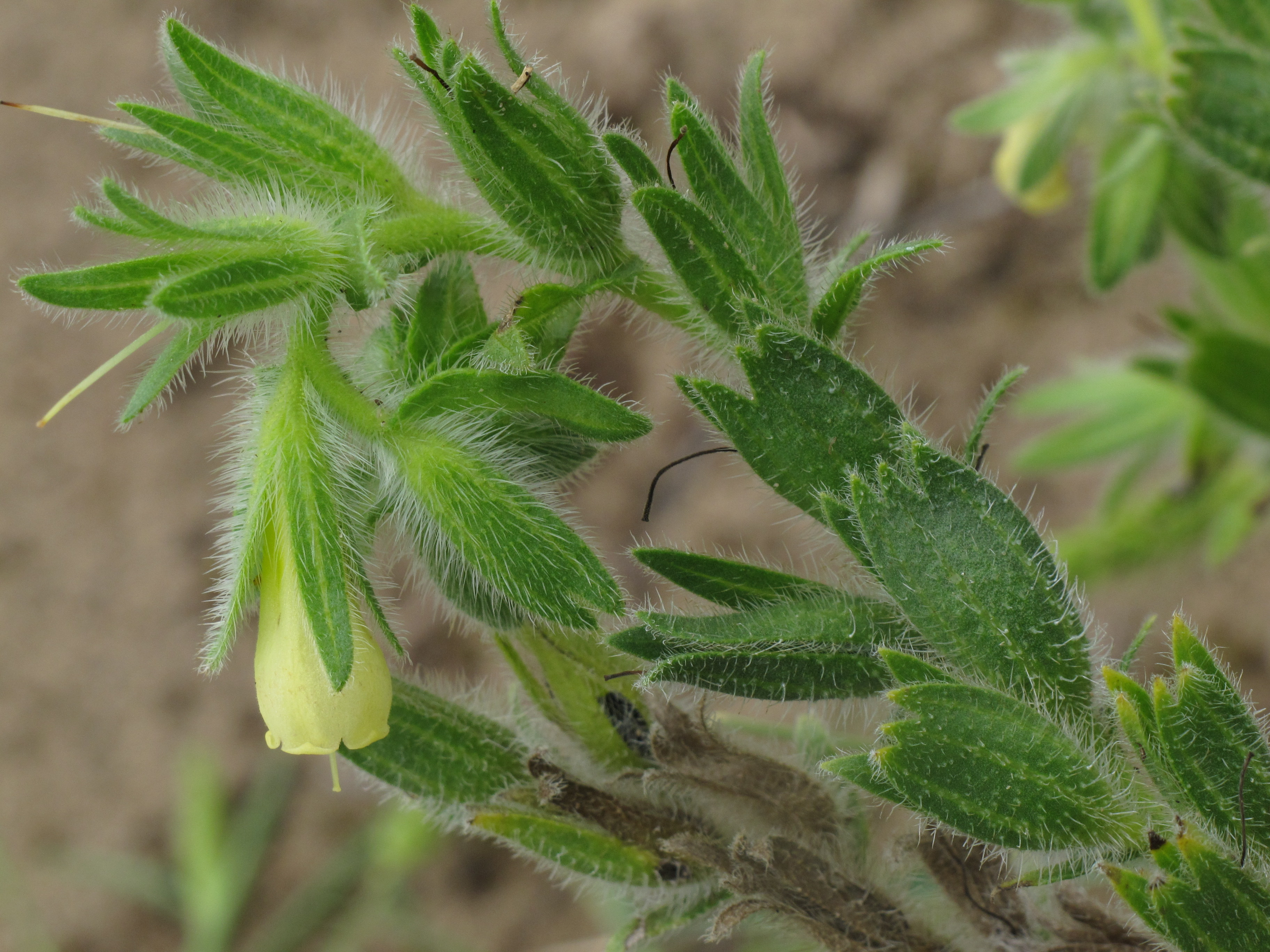
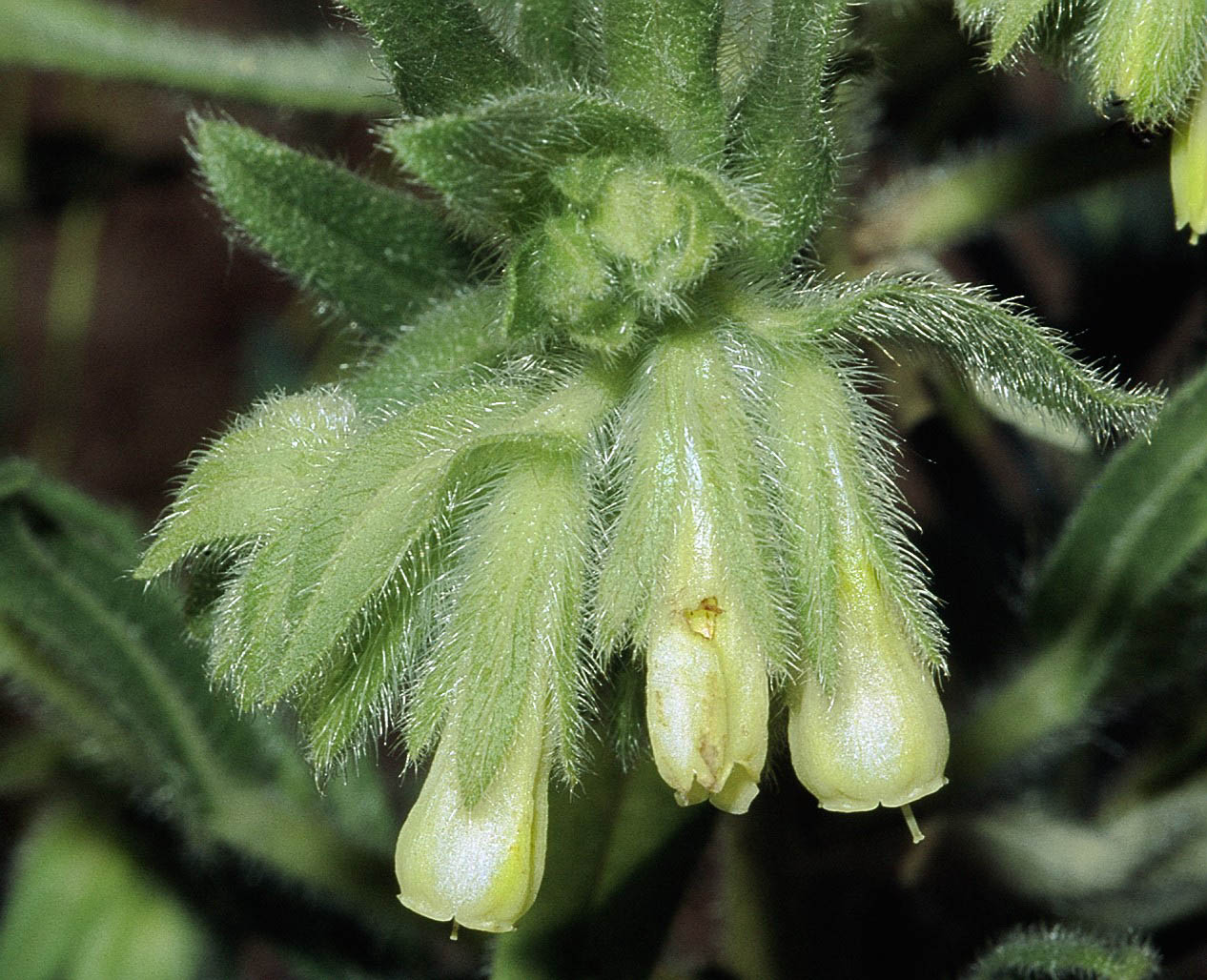